# Ptilodontella cucullina
Ptilodontella cucullina är en fjärilsart som beskrevs av Ignaz Schiffermüller 1775. Ptilodontella cucullina ingår i släktet Ptilodontella och familjen tandspinnare. Inga underarter finns listade.